# Покровское (Становлянский район)
Покровское — село Георгиевского сельсовета Становлянского района Липецкой области.

## География
Через село протекает речка, впадающая в реку Пальна. Также через Покровское проходят просёлочные дороги.
В селе имеется одна улица: Мира.

## Население
| 2010 |
| ---- |
| 25   |

## Достопримечательности
В селе сохранилась церковь Покрова Пресвятой Богородицы, в настоящее время недействующая.